# Laura Voutilainen
Laura Voutilainen (Jyväskylä,  17 de maio de 1975) é uma cantora finlandesa.
O seu primeiro álbum, Laura Voutilainen, vendeu mais de 120 000 cópias. Ela lançou um total de seis álbuns.
Laura Voutilainen ganhou o Emma Awards, um importante premiação finlandesa de música , em 1994 em 1996.
Voutilainen ganhou o direito de representar o seu país no  Festival Eurovisão da Canção 2002 em Tampere, com sua canção "Addicted to You".

## Discografia
- Laura Voutilainen (1994)
- Kaksi karttaa (1996)
- Lumikuningatar (1997)
- Etelän yössä (1998)
- Puolet sun auringosta (2001)
- Päiväkirja (2003)
- Tässä hetkessä (2005)
- Lauran päiväkirja (2006)
- Kosketa mua (2007)
- Palaa (2008)
- Sydänjää (2009)
- Ihmeitä (2011)
- KokoNainen (2013)
- Miks ei (2017)
- Minun tähteni (2019)